# Football Club Niutao
Il Football Club Niutao è una società calcistica di Tuvalu, vincitrice dei primi tre campionati nazionali. Oltre alla prima squadra ha anche una squadra B e una femminile.

## Palmarès

### Competizioni nazionali
- Tuvalu A-Division: 3

2001, 2002, 2003

### Altri piazzamenti
- Tuvalu A-Division:

Terzo posto: 2005
- Independence Cup:

Finalista: 1999, 2000

## Organico 2012-2013

### Rosa
| N. |                   | Ruolo | Calciatore |
| -- | ----------------- | ----- | ---------- |
| 1  | Tuvalu (bandiera) | P     | Samasoni   |
| 2  | Tuvalu (bandiera) | D     | Taukalo    |
| 3  | Tuvalu (bandiera) | D     | Fallu      |
| 4  | Tuvalu (bandiera) | C     | Faesea     |
| 5  | Tuvalu (bandiera) | C     | Mose       |
| 6  | Tuvalu (bandiera) | A     | Tui        |
| 7  | Tuvalu (bandiera) | C     | Matolu     |
| 8  | Tuvalu (bandiera) | C     | Limatusi   |

| N. |                   | Ruolo | Calciatore  |
| -- | ----------------- | ----- | ----------- |
| 9  | Tuvalu (bandiera) | A     | Ala Avia    |
| 10 | Tuvalu (bandiera) | D     | Tofikai Eti |
| 11 | Tuvalu (bandiera) | D     | Atina       |
| 12 | Tuvalu (bandiera) | C     | Fetelika    |
| 13 | Tuvalu (bandiera) | C     | Suitai      |
| 14 | Tuvalu (bandiera) | C     | Nia         |
| 15 | Tuvalu (bandiera) | C     | Mumuni      |
| 16 | Tuvalu (bandiera) | D     | Lakalaka    |